# 102 kiskutya
A 102 kiskutya (eredeti cím: 102 Dalmatians) 2000-ben bemutatott amerikai film, amely a 101 kiskutya (1996) című élőszereplős filmváltozat folytatása. A mozifilm a Buena Vista Pictures forgalmazásában jelent meg, akárcsak az első rész, és az azt megelőző rajzfilm, amely ugyanazt a 101 kiskutya címet viseli. A főszerepben ezúttal is a Glenn Close által alakított Szörnyella De Frász tűnik fel, továbbá ő az egyetlen szereplő, aki az első részben játszott szerepében visszatér a folytatásban. Az új szereplőgárda olyan színészeket vonultat fel, mint Ioan Gruffudd, Alice Evans, David Horovitch, Ian Richardson, valamint a francia származású szűcsmester szerepében Gérard Depardieu látható. Az élőszereplő játékfilm a Walt Disney Pictures gyártásában készült. Műfaja kalandfilm és filmvígjáték.
Amerikában 2000. november 22-én, Magyarországon 2001. február 15-én mutatták be a mozikban.

## Cselekmény
Frissen szabadul a börtönből a kutyarablásért elítélt Szörnyella De Frász. A három hosszú börtönév pszichológiai és terapeutika kezelése alatt radikálisan megváltozott: börtönpszichológusának, Dr. Pavlovnak hála mostanra teljesen elfelejtette régi indulatos természetét, minden szőrmebunda láttán kitör rajta a frász, és él-hal a kiskutyákért. A bíró így feltételesen szabadlábra helyezi, mindössze azzal a feltétellel, ha újra kutyarablásra vetemedne, minden vagyona a helyi állatmenhelyekre száll.
Szörnyella feladata immáron az, hogy megfelelő állást találjon magának, és újra beilleszkedjen a társadalomba. Újdonsült nevelőtisztje Chloe Simon, aki nem csupán hírből, de tapasztalatokból is ismeri Szörnyellát (mindamellett neki is van két dalmatája, amiknek éppen most születtek kölykei) nem igazán bízik az elhivatott kutyabaráttá vált nőszemélyben. Szörnyella rövidesen felvásárolja az Új Élet Kutyamenhely nevű állatmenhelyet, mely a csőd és a kilakoltatás szélén áll, ám az ő támogatásával sikerül megmenteni a telepet és annak lakóit. Odaadottságának köszönhetően a menhely igazi kutyaparadicsommá alakul át, és megújuló hírneve révén, csak úgy ömlenek az adományok  az állatok megsegítésére. A menhely korábbi és társ tulaja Kevin Sheperd, aki egyébként nagy kutyabarát, meg van győződve, hogy Szörnyella jó úton halad a változás felé, Chloe azonban még mindig nem hisz neki. Eközben Dr. Pavlov felfedezi, hogy London híres toronyórája, a Big Ben különleges harangjátéka képes visszafordítani mindazon agyátalakítások eredményeit, amelyet ő elért.
Nem sokkal később Chloe elviszi kutyáit, Pötyit és Pacát a munkahelyére, valamint újdonsült kölykeiket, Dominót, Kicsi Pacát, és Furát. Furának dalmata lévén nincs egyetlen fekete foltja sem, ami miatt gyakran búslakodik. Chloe irodájában bóklászva egy óvatlan pillanatban megcsúszik és kiesik az ablakon, nem sok híján, hogy lezuhanjon a párkányról az alatta elterülő forgalomba. Miközben a gyanútlan Szörnyella Chloe irodájában ül, aki kétségbeesetten próbálja megmenteni a kutyust, a Big Ben harangjai váratlanul megszólalnak, melyek zúgása újra felszínre hozza Szörnyella régi énjét; ismét ellenállhatatlan vágyat érez egy lágy szőrmebunda iránt, és mikor megpillantja a dalmatakölyköket, felébred benne a bosszúvágy a kutyák iránt, amik  miatt egykor börtönbe került. Elhatározza, hogy most végre elkészítteti  azt a foltos kutyabundát, amelyet egykor tervezett, ám nem sikerült megvalósítania.
Felkeresi minden idők legkiválóbb szőrmekészítőjét, a nagy Jean-Pierre LeNyúzt, aki ellen számtalan tüntetés folyt állatgyilkolás vádjában. Szörnyella felajánlja neki az ötletét, miszerint készítsenek egy  foltos szőrmebundát, csakis dalmataszőrből. Lázasan dolgoznak a bunda tervein, ám Szörnyellának ezúttal 102 darab dalmatakölyökre van szüksége a bundához; a 99 mellé az utolsó három kölyöknek Chloe kutyusait szemelte ki. Ezalatt Chloe és Kevin randevúzni kezdenek, mely alatt megismerik és igencsak megszeretik egymást. Csakhogy az Új Élet Kutyamenhelyen váratlanul rendőrtisztek jelennek meg, akik a városban eltűnt dalmatakölykök elrablásáért Kevint gyanúsítják, minden bizonyíték és számottevő indíték hozzá vezet (Szörnyella tervelte ki mindezt, hogy rá terelje a gyanút). Miután Kevint letartóztatják, Szörnyella meghívja Chloét egy elegáns vacsorára magához; mindez egy újabb csapda, hogy Chloét félreállítsa az útjából, míg LeNyúz elrabolja a kutyakölyköket. Chloe tehát fogságba esik, De Frász és LeNyúz pedig Párizsba készülnek, hogy elkészítsék a 102 kutyakölyökből a bundát.
Kevinnek eközben sikerül kiszabadulnia a börtönből, beszélő papagája Tityitotty segítségével, és Chloe is megmenekül Szörnyella fogságából. Értesülnek a szándékukról, és mindketten a vonatállomásra rohannak, de elkésnek, a Párizsba induló vonat már elindult. Azonban Fura, aki sikeresen megmenekült Szörnyellától (foltok nélkül a nőszemély nem tartja értékesnek) a vonat után veti magát, és Tityitottyal együtt sikerül felkapaszkodnia rá. Párizsba érkezve követik Szörnyella kocsiját, és bejutnak LeNyúz szőrmegyárába, ahol megkezdik a dalmatakölykök kiszabadítását. Chloe és Kevin is a segítségükre lesznek, őket azonban Szörnyella bezárja egy sötét terembe. Miután csaknem minden kiskutya elmenekül, Szörnyella egyedül szegődik a nyomukba, amik egy elhagyatott tortagyárban rejtőznek el. Sikerül működésbe hozniuk a gépeket, így a 102 dalmata, Fura vezetésével, alaposan elbánik az őrjöngő nőszeméllyel, és egy élő Szörnyella-tortát csinálnak belőle. Hamarosan Chloe és Kevin is csatlakoznak a kutyusokhoz, majd megérkezik a helyszínre a rendőrség is, akik elvezetik a hatalmas "péksüteményt".
Pár hónap múlva Alonso, Szörnyella korábbi inasa érkezik az Új Élet Kutyamenhelyre egy 8 millió dolláros csekkel; az ítélet fejében Szörnyella minden pénze a menhelyé lett. Mindenki hihetetlenül boldog, de  a legboldogabb mégiscsak Fura lesz: végre neki is igazi foltok bukkannak fel a szőrén, így nagy ünneplés veszi kezdetét.

## Szereplők
| Szereplő                                 | Színész                         | Magyar hang                                                          |
| ---------------------------------------- | ------------------------------- | -------------------------------------------------------------------- |
| Szörnyella De Frász                      | Glenn Close                     | Borbás Gabi                                                          |
| Jean-Pierre LeNyúz                       | Gérard Depardieu                | Helyey László                                                        |
| Kevin Sheperd                            | Ioan Gruffudd                   | Selmeczi Roland                                                      |
| Chloe Simon                              | Alice Evans                     | Majsai-Nyilas Tünde                                                  |
| Ewan                                     | Ben Crompton                    | Hujber Ferenc                                                        |
| Agnes                                    | Carol MacReady                  | Molnár Piroska                                                       |
| Alonso                                   | Tim McInnerny                   | Kocsis György                                                        |
| Mr. Torte, Szörnyella ügyvédje           | Ian Richardson                  | Makay Sándor                                                         |
| Dr. Pavlov                               | David Horovitch                 | Barbinek Péter                                                       |
| Bíró                                     | Timothy West                    | Szalai Imre                                                          |
| Mr. Button                               | Ron Cook                        | Vizy György                                                          |
| Armstrong nyomozó                        | Jim Carter                      | Dengyel Iván                                                         |
| LeNyúz egyik asszisztense                | N/A                             | Garai Róbert                                                         |
| Bábszínházas szereplő hangja             | N/A                             | Gruber Hugó                                                          |
| TV-bemondó                               | N/A                             | Kapácsy Miklós                                                       |
| Szereplő                                 | Eredeti hang                    | Magyar hang                                                          |
| Tityitotty                               | Eric Idle                       | Szokol Péter                                                         |
| Tony, a Susi és Tekergő című rajzfilmben | George Givot (archív felvétel)  | Papp János (archív felvétel) Tóth Sándor (ének) (archív felvétel)    |
| Joe , a Susi és Tekergő című rajzfilmben | Bill Thompson (archív felvétel) | Rajhona Ádám (archív felvétel) Straub Dezső (ének) (archív felvétel) |

További magyar hangok: Bokor Ildikó, Csuha Bori, Dunai Orsolya, F. Nagy Erika, Györfi Anna, Györfi Laura, Hajdu István, Katona Zoltán, Kuthy Patrícia, Lamboni Anna, Lugosi Dániel, Lugosi Domonkos, Skolnik Rudolf, Tardy Balázs, Tarján Péter, Vezse Viktor

## Érdekességek
- A film legelső előzetesét a Toy Story 2 előtt mutatták be. Ebben Szörnyella látható, amint kiszabadul a börtönből, majd távozáskor arcon csapja a börtönőröket. A jelenet végül a Disney korábbi filmjeihez hasonlóan nem szerepelt a végleges filmben.
- A filmben Szörnyella több mint tíz különböző jelmezt visel. A felvételek előtt Glenn Close számára több mint 7 órát vett igénybe a jelmezek felpróbálása, plusz a sminkelés, valamint a paróka viselete. Ezzel megdöntötte az első film rekordját, ahol színésznő készülési ideje összesítve csak 72 óra volt.
- Ez a harmadik film, amelyben Ioan Gruffudd és Alice Evans egy párt alakítanak, akárcsak az életben.
- A filmben a kutyák a Susi és Tekergőt  nézik videókazettán, amelyben elhangzik a Bella Notte című szám is. Egy hasonló jelenet már az első részben is látható volt, amelyben a kutyakölykök Macskarisztokratákat bámulják a tévében.
- A filmben használt egyes kellékek, úgy mint Szörnyella De Frász autója, és foltos járművek, amelyek Szörnyella visszaváltozásának jeleneténél láthatók, a mai napig a párizsi Disneyworld-ben vannak kiállítva.
- A jelenet, amelyben LeNyúz nem találja a megfelelő angol szót a mondatába, és Szörnyella segíti ki, valódi volt. Gérard Depardieu egy interjúban nyilatkozta, hogy valóban volt egy kiesebb botladozása az angolban, amiben Glenn Close segítette őt. Az alkotók szerint a színésznő olyan kiválóan improvizált, hogy ez a baki végül a kész filmbe is bekerült.
- Amikor Chloe rátalál Szörnyella titkos földalatti kamrájára, a jelenet erős hasonlóságot mutat a Harry Potter és a Titkok Kamrája egyik jelenetével.
- Szörnyella vendégei között a vacsorajelenetnél néma kameószerepben feltűnik Lisa Kudrow, a Jóbarátok című sorozatból.
- Fura, a folttalan dalmata szerepeltetéséhez az alkotók több mindennel próbálkoztak. Fehér szőrfestékkel kentek ki egy igazi dalmatát, ám ez nem vált be, mivel a festék többször kopott le a kutyusról, ami rengeteg plusz pénzébe került a stúdiónak. Végül a jeleneteket felvették a dalmatával, és utólag CGI technikával tüntették el róla a foltokat.[2]

## Televíziós megjelenések
- HBO, HBO Comedy, RTL Klub
- RTL Klub